# Ivanbrijeg
Ivanbrijeg is een plaats in de gemeente Slatina in de Kroatische provincie Virovitica-Podravina. De plaats telt 52 inwoners (2001).